# Атлетика на Универзијади 1959 — мушкарци
На I Летњој универзијади 1959. која је одржана у Торину Италија од 26. августа до 7. септембра 1959, такмичење у атлетици се одвијало на Олимпијском стадиону.
У мушкој конкуренцији такмичило се у 19 дисциплина.
Највише успеха је имала репрезентација Италије која је освојила укупно 10 медаља од чега 5 златних, 4 сребрне и 1 бронзану.
| Дисциплина    | Злато             | Сребро               | Бронза                                 |
| ------------- | ----------------- | -------------------- | -------------------------------------- |
| 100 м         | Ливио Берути      | Жан-Клод Пенез       | Ромен Поте                             |
| 200 м         | Ливио Берути      | Ноколаос Георгопулос | Фриц Хелфрих                           |
| 400 м         | Виктор Шнајдер    | Валтер Обесте        | Otto Klappert                          |
| 800 м         | Дитер Хејдке      | Џон Холт             | Кунијаки Ватанабе                      |
| 1.500 м       | Бела Секереш      | Џон Винш             | Кунијаки Ватанабе                      |
| 5.000 м       | Kevin Gilligan    | Сабуро Јакимозо      | Јарослав Бохати-Павелка                |
| 110 м препоне | Станко Лоргер     | Нерео Свара          | Giorgio Mazza                          |
| 400 м препоне | Салвароре Морале  | Ђермано Ђимели       | Вјеслав Крол                           |
| 4 х 100 м     | Италија           | Западна Немачка      | Француска                              |
| 4 х 400 м     | Западна Немачка   | Италија              | Велика Британија                       |
| Скок увис     | Cornel Porumb     | Владо Марјановић     | Raycho Aleksandrov Кажимор Фабриковски |
| Скок мотком   | Норијаки Јасуда   | Мирко Кузмановић     | Бернард Балестр                        |
| Скок удаљ     | Атилио Брави      | Маурицио Терецијани  | Ali Brakchi                            |
| Троскок       | Олег Рајковски    | Koji Sakurai         | Хирошо Шибата                          |
| Бацање кугле  | Херман Lingnau    | Жигмонд Нађ          | Георгиос Таканикас                     |
| Бацање диска  | Антониос Коунадис | Владимир Лијаков     | Еугенијус Ваховски                     |
| Кладиво       | Ђула Животцки     | Анатолиј Самосветов  | Крешо Рачић                            |
| Бацање копља  | Херман Салмон     | Гергељи Kulcsár      | Александру Бизим                       |
| Петобој       | Василиј Кузњецов  | Херман Саламон       | Милош Војтек                           |

## Биланс медаља
| Плас. | Држава           | Злато | Сребро | Бронза | Укупно |
| ----- | ---------------- | ----- | ------ | ------ | ------ |
| 1     | Италија          | 5     | 4      | 1      | 10     |
| 2     | Западна Немачка  | 2     | 3      | 2      | 7      |
| 3     | Совјетски Савез  | 2     | 2      | 1      | 5      |
| 3     | СФР Југославија  | 2     | 2      | 1      | 5      |
| 5     | Мађарска         | 2     | 2      |        | 4      |
| 6     | Источна Немачка  | 2     |        |        | 2      |
| 7     | Јапан            | 1     | 2      | 3      | 6      |
| 8     | Велика Британија | 1     | 2      | 1      | 4      |
| 9     | Грчка            | 1     | 1      | 1      | 3      |
| 10    | Румунија         | 1     |        | 1      | 2      |
| 11    | Француска        |       | 1      | 3      | 4      |
| 12    | Пољска           |       |        | 3      | 3      |
| 13    | Чехословачка     |       |        | 2      | 2      |
| 14    | Белгија          |       |        | 1      | 1      |
|       | Укупно           | 19    | 19     | 20     | 58     |